# Jekaterina Stanislawowna Samuzewitsch

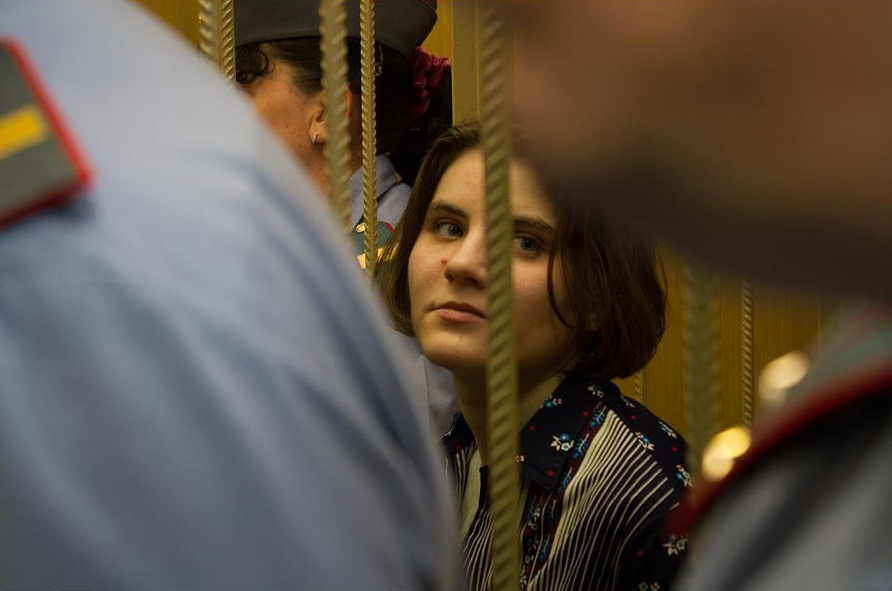
Jekaterina Samuzewitsch während der Gerichtsverhandlung in Moskau (2012)

Jekaterina Stanislawowna Samuzewitsch (russisch Екатери́на Станисла́вовна Самуце́вич; * 9. August 1982 in Moskau, Sowjetunion) ist eine russische politische Aktivistin und Performancekünstlerin. Internationale Bekanntheit erlangte sie als Mitglied von Pussy Riot.

## Leben
Jekaterina Samuzewitsch wurde in Moskau geboren. Nach ihrem Abschluss als Informatikerin an der Rodtschenko Schule für Fotografie und Multimedia in Moskau (Московская школа фотографии и мультимедиа имени Родченко) arbeitete sie zwei Jahre lang als Programmiererin beim Rüstungskonzern Morinformsistema-Agat. 

## Künstlerkollektiv Woina
Nachdem sie sich an einer Fotoschule eingeschrieben hatte, schloss sie sich wie Nadeschda Tolokonnikowa im Jahr 2007 dem Künstlerkollektiv Woina an. Unter anderem nahm sie an der Aktion teil, bei der sie mit Tolokonnikowa und anderen Aktivisten Polizistinnen im Dienst überwältigte und zum Kuss nötigte.

## Pussy Riot
Im Vorfeld der russischen Präsidentschaftswahl 2012 beteiligte sie sich als aktives Mitglied von Pussy Riot an Putin-kritischen Performanceaktionen. Weltweite Aufmerksamkeit erweckte die Gruppe durch das sogenannte „Punk-Gebet“ gegen den russischen Patriarchen Kyrill I. und Wladimir Putin am 21. Februar 2012 in der Christ-Erlöser-Kathedrale in Moskau.

### Verhaftung und Verurteilung
Infolge dieser Aktion wurde Samuzewitsch zusammen mit Marija Aljochina und Nadeschda Tolokonnikowa in Untersuchungshaft genommen. Gegen die drei Aktivistinnen wurde Anklage wegen grober Verletzung der öffentlichen Ordnung (Rowdytum) nach Paragraph 213 des russischen Strafgesetzbuchs erhoben. Im Juli 2012 wurden die Ermittlungen beendet und Anklage erhoben. Am 17. August 2012 wurden die drei Aktivistinnen wegen „Rowdytums aus religiösem Hass“ verurteilt, wogegen sie am 27. August 2012 erfolglos Berufung einlegten. Samuzewitsch erklärte in ihrem Schlussplädoyer: 

„Normalerweise wird erwartet, dass Angeklagte im Schlusswort Reue zeigen, die begangene Tat bedauern oder mildernde Umstände aufzählen. Bei mir und bei meinen Kolleginnen ist das absolut unnötig. […] Wieder einmal sieht Russland in den Augen der Weltgemeinschaft anders aus, als Wladimir Putin es bei seinen täglichen internationalen Begegnungen darstellen möchte. Alle von ihm versprochenen Schritte auf dem Weg zum Rechtsstaat sind ganz offenkundig nicht vollzogen worden.“

Trotz anhaltenden Solidaritätskundgebungen nach der Verhaftung und Verurteilung wurde in der russischen Öffentlichkeit der Auftritt von Pussy Riot in der Christ-Erlöser-Kirche mehrheitlich negativ und das Gerichtsurteil vorwiegend zustimmend beurteilt.

### Berufungsverfahren und Freilassung
Im Gegensatz zum erfolglosen Berufungsverfahren von Aljochina und Tolokonnikowa wurde Samuzewitschs Haftstrafe vom Moskauer Strafgericht am 10. Oktober 2012 in eine zweijährige Bewährungsstrafe umgewandelt. Vertreten wurde sie durch eine neue Anwältin, Irina Chrunowa, die das Gericht aufforderte, den Fall ihrer Mandantin getrennt zu behandeln. Chrunowa argumentierte, dass Samuzewitsch nicht „an den Handlungen, die als Rowdytum“ bezeichnet wurden, teilgenommen haben könne, da sie vor der Aufführung des „Punk-Gebets“ von den Sicherheitskräften aus der Kirche entfernt worden sei. „Obwohl ich absolut solidarisch mit meinen Band-Kolleginnen bin, denke ich, dass ich nur für Taten zur Verantwortung gezogen werden kann, die ich tatsächlich begangen habe“, erklärte Samuzewitsch nach ihrer Freilassung.

## Sonstiges
Dokumentiert wurden die Vorbereitungen des „Punk-Gebets“ und des Prozesses in dem russisch-amerikanischen Dokumentarfilm Pussy Riot: A Punk Prayer und der russischen Independentproduktion Pussy vs. Putin sowie in dem Spielfilm Die Moskauer Prozesse, in dem sie auch als Darstellerin auftrat.